# Hermann von der Marwitz
Hermann Kasimir Gotthilf Kreuzwendedich von der Marwitz-Rütznow (* 26. Oktober 1814 in Greifenberg in Pommern; † 25. Oktober 1885 in Rütznow) war ein preußischer Landrat im Kreis Greifenberg i. Pom. (1855–1883).

## Leben
Hermann war ein Sohn des Gutsbesitzers und langjährigen (42 Jahre) Landrats Heinrich von der Marwitz (1785–1862) und dessen Ehefrau Karoline, geborene von der Osten (1787–1869). Marwitz-Rütznow war Erbe und Besitzer des väterlichen Rittergutes und Mitglied des Preußischen Abgeordnetenhauses in den Jahren 1870–1873 und erneut von 1877 bis 1882.
Er heiratete am 16. April 1844 in Berlin Hedwig Blecken von Schmeling (1823–1905), eine Tochter des preußischen Generalmajors Friedrich Blecken von Schmeling und der Julie von Collin. Das Paar hatte mehrere Kinder:
- Elisabeth Hedwig Caroline Julie (* 1845)
- Anna Auguste (* 1846) ⚭ 1865 Hermann von Redern (1819–1886)
- Oskar Heinrich Hermann Fritz Gotthilf (1848–1920), Generalmajor, ⚭ 1876 Elisabeth Dorothea Sophie von Waldow und Reizenstein (1855–1934), Tochter der Elisabeth von Jacobs und des Karl von Waldow und Reitzenstein
- Leo (1850–1851)
- Marie Henriette (1851–1932) ⚭ Johann Paul Helmuth von Knobelsdorff-Brenekenhoff (1845–1921)